# Nominat
Nominat är det efter vilket något fått sitt namn, det vill säga den form som låg till grund för artens originalbeskrivning. Inom taxonomi är exempelvis nominatformen den form till vilken en arts typexemplar hör. Om arten ifråga delas in i underarter, så kallas den underart som nominatformen tillhör för nominatunderarten (äldre nominatrasen). Underartsepitetet blir då detsamma som artepitetet, till exempel Homo sapiens sapiens. Nominatformen är inte nödvändigtvis typisk, normal eller representativ för arten i stort. 